# Mauzoleum Zubajdy
Mauzoleum Zubajdy, pers. ‏مسجد زمرد خاتون‎, Grobowiec Zubajdy) – mauzoleum w Bagdadzie w Iraku z końca XII wieku.

## Historia
Według tradycji w grobowcu spoczywa Zubajda, żona kalifa ar-Raszida. Najpewniej jednak jest to miejsce pochówku żony kalifa Al-Mustadiego, Zummurud Chatun, która żyła w XII wieku. Grobowiec wzniósł jej syn, kalif An-Nasir. Obiekt wzniesiono w 1193 roku, za czasów dynastii Abbasydów na cmentarzu w dzielnicy Karkh.

## Architektura
Grobowiec jest położony na cmentarzu przy głównym dworcu kolejowym i lotnisku. Jest zbudowany z cegły na planie ośmiokąta, podobnie jak mauzoleum imama Dura w Samarrze. Wieńczy go smukła stożkowata kopuła, składająca się z dziewięciu poziomów mukarnas; światło wpada do środka poprzez otwory w nich. Grobowiec określa się jako meczet, a kopuła jest traktowana jako najstarszy minaret w Bagdadzie. Elewacja podstawy grobowca została wykończona w technice hazarbaf. Wejście do środka prowadzi przez prostopadłościenny przedsionek nakryty niską kopułą. Nad głównym portalem znajduje się inskrypcja o odnowieniu grobowca przez niejakiego Ibrahima w 1923 roku. We wnętrzu znajduje się ośmioboczna komora grzebalna oraz schody do podstawy kopuły. 
Przy grobowcu znajduje się niewielkie mauzoleum szejka Marufa al-Karchiego z minaretem z 1215 roku. 

## Galeria

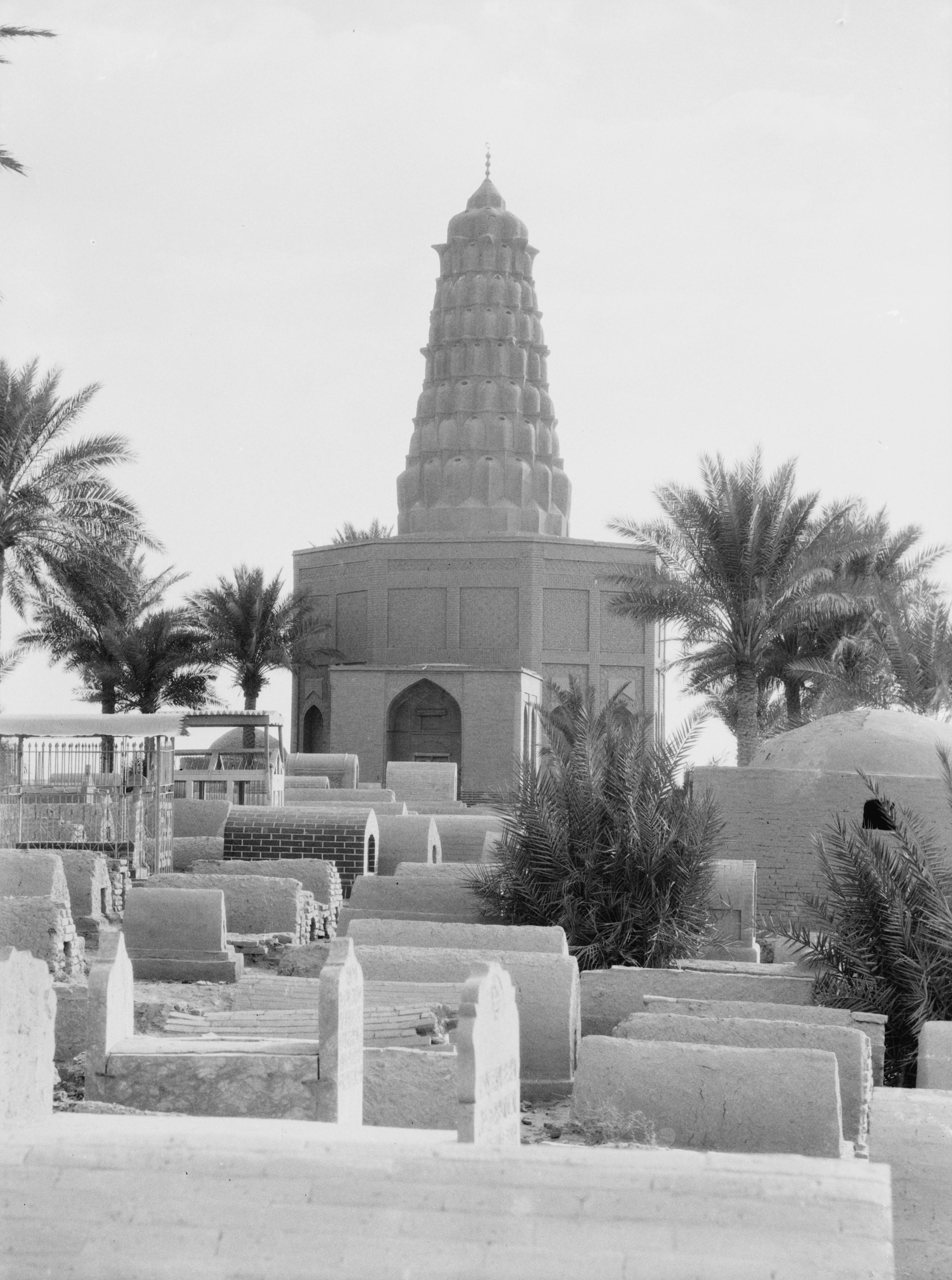
Cmentarz wokół grobowca (1932)
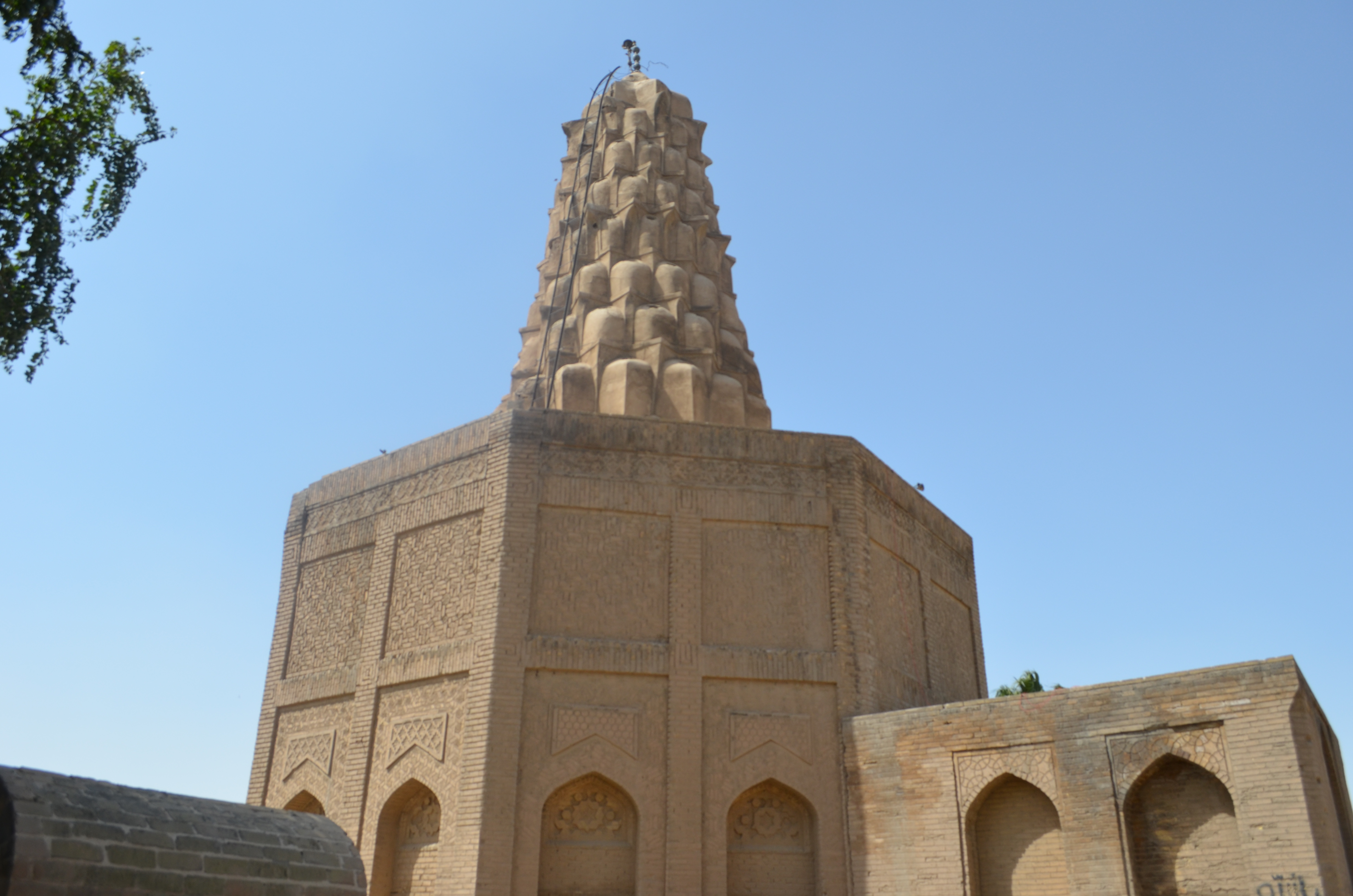
Grobowiec (2014)
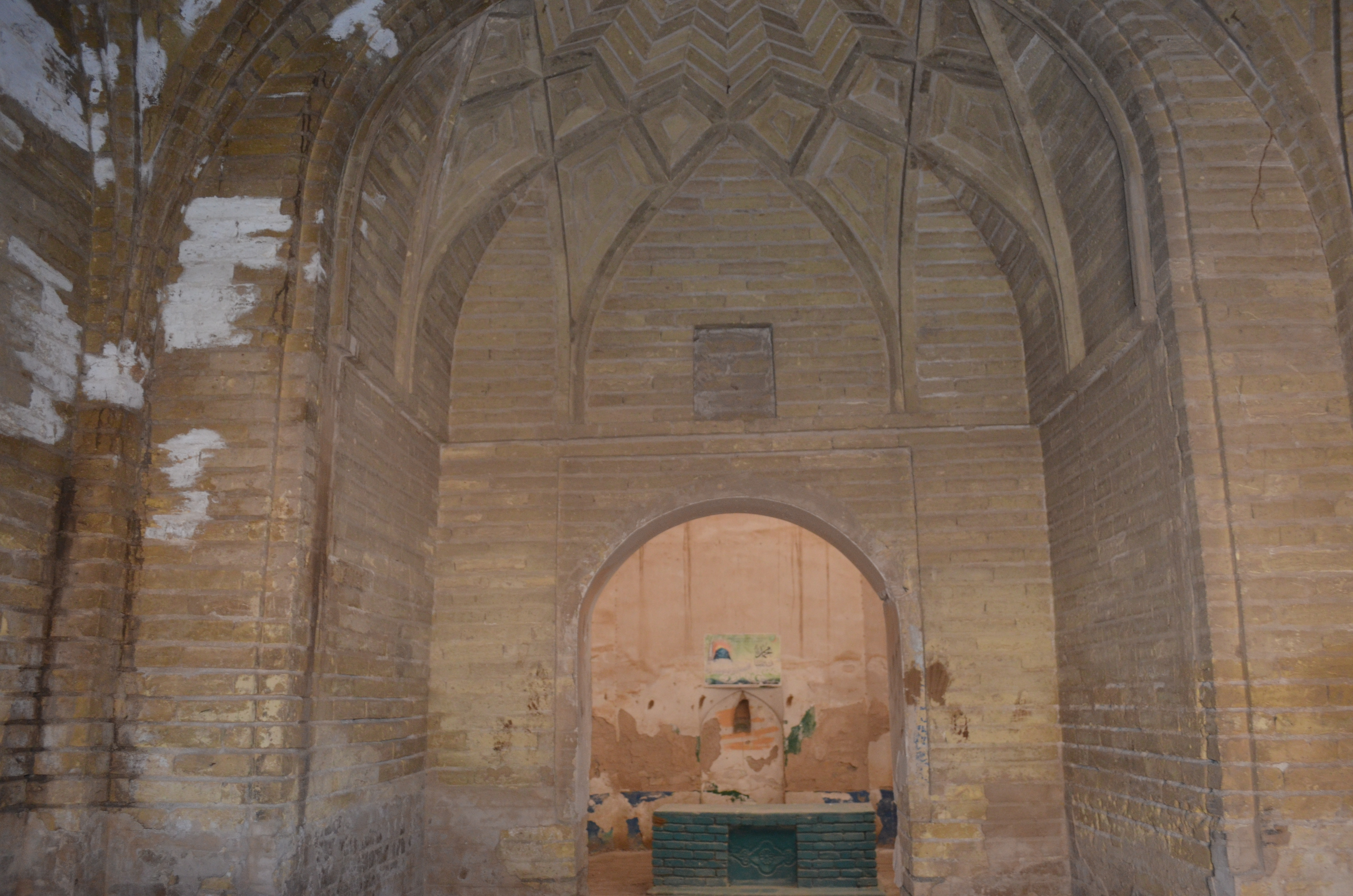
Wnętrze (2014)
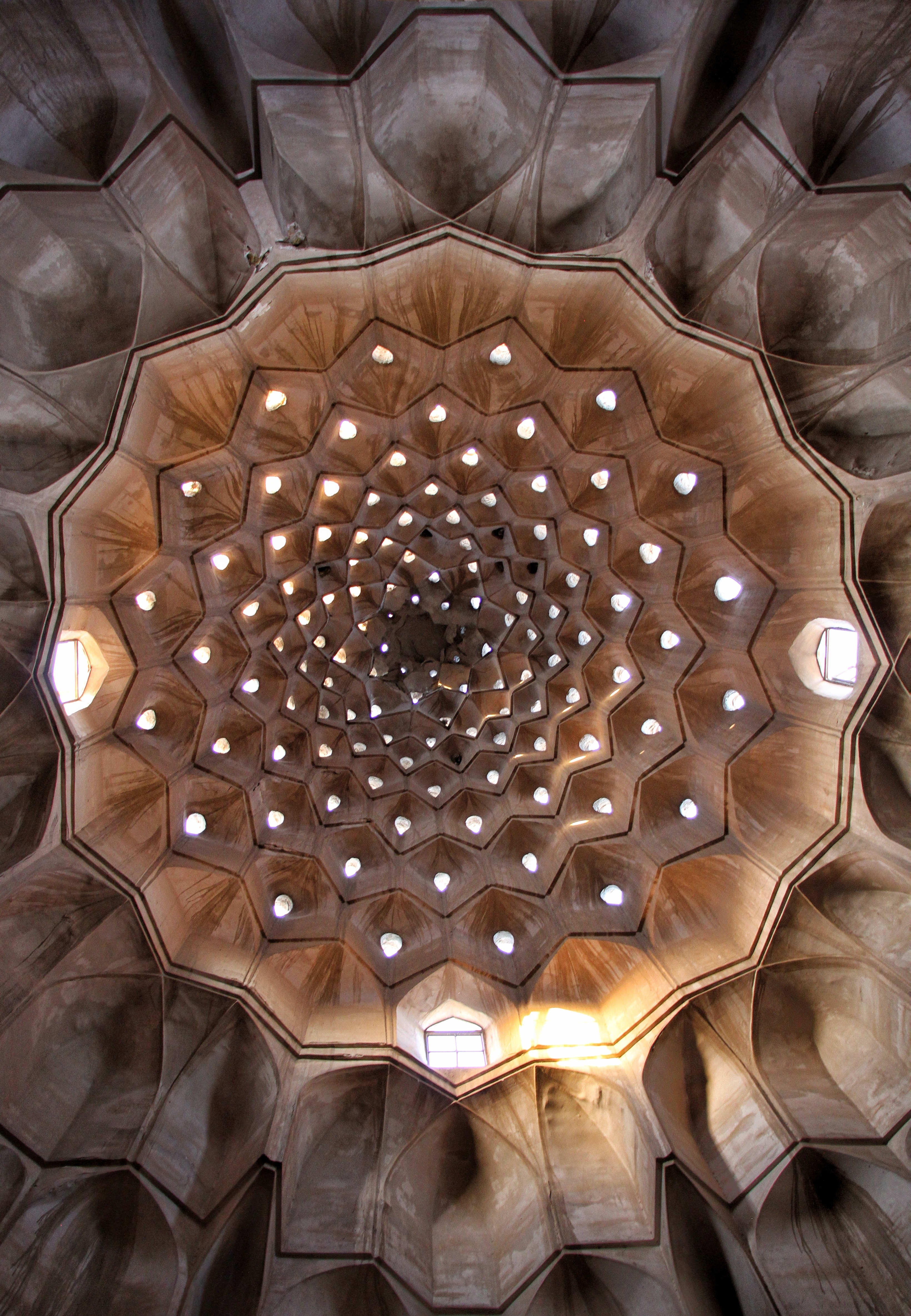
Mukarnas kopuły od wewnątrz (2018)